# Бісноват Матус Рувимович
Матус Рувимович Бісноват (23 жовтня 1905 , Нікополь, Катеринославська губернія  — 6 листопада 1977 , Москва ) — радянський авіаконструктор і творець ракетного озброєння, головний конструктор ОКБ-293, головний конструктор Дослідного конструкторського бюро (ОКБ-4 — КБ «Молнія»), доктор технічних наук (1965), Герой Соціалістичної Праці (1975), лауреат Ленінської премії (1966) та Державної премії СРСР (1973).

## Біографія
Народився 10 (23) жовтня 1905 року в містечку Нікополь в єврейській сім'ї Рувима Ілліча Бісноватого.
У молоді роки захоплювався живописом, відвідував ВХУТЕМАС. Закінчив МАІ у 1931 році.
У 1933—1935 роках працював у КБ М. М. Полікарпова. Пішов разом із В. К. Таїровим, був його заступником. Почав самостійну роботу в авіації в 1938 році, очоливши ОКБ при ЦАГІ. Тут, під керівництвом М. Р. Бісновата, у передвоєнні роки було створено кілька швидкісних експериментальних літаків, у тому числі СК-1 та СК-2, проєкт двомоторного винищувача СК-3 із моторами АМ-37. Попри чудові льотно-технічні характеристики, ці літаки так і не пішли у серію. Як пише Ярослав Голованов:

Матус Рувимович Бісноват був людиною талановитою, але не пробивною, порівняно з таким «хижаком», як, скажімо, Яковлєв, [Бісноват був] абсолютно «травоїдним».

СК-2 з кабіною з ліхтарем над фюзеляжем уперше було виведено на аеродром наприкінці 1940 року, коли почалося масове виробництво Як-1, ЛаГГ-1 та МіГ-1. А на СК-2 ще тільки належало розробити, установити та випробувати озброєння, що різко знизило б швидкісні параметри літака і ще більше віддалило б перспективу прийняття машини у виробництво.
1942 року М. Р. Бісноват був призначений начальником ОКБ-55 (головний конструктор А. Г. Костіков), у якому розроблявся ракетний винищувач «302П». Літак не було збудовано у заявлені терміни, за що А. Г. Костіков був заарештований і рік пробув у в'язниці.
Після війни в місті Хімки на чолі з М. Р. Бісноватом було створено Дослідно-конструкторське бюро ОКБ-293, якому доручили розробити самонавідні ракети класу «повітря-повітря» і береговий протикорабельний ракетний комплекс, в основі якого були крилаті ракети, що отримав пізніше назву «Шторм». У 1952 році успішно пройшов льотні випробування перший самонавідний снаряд СНАРС-250.
З початком «кампанії боротьби з космополітизмом» ОКБ-293, очолюване Бісноватом, попри очевидні успіхи, було розформовано. Бісновата «заслали» керувати третьорозрядним21[джерело?] підмосковним КБ.
З початком «хрущовської відлиги» йому доручили заново організувати конструкторське бюро зі спеціалізацією «тактичне авіаційне ракетне озброєння». У грудні 1954 року в місті Тушино Московської області (нині місто Тушино поділено на три райони у складі Москви: Покровське-Стрешнєво, Південне Тушино і Північне Тушино) з'явилося ОКБ-4, згодом — КБ «Молнія».
Для висотного надзвукового перехоплювача МіГ-25 була розроблена і здана на озброєння в 1973 ракета К-40. За цю роботу ряд КБ на чолі з М. Бісноватом та В. М. Єлагіним отримали Ленінську премію (1966).
Згодом у КБ було створено авіаційні ракети К-60 та К-73 (остання — з газодинамічним управлінням).
8 листопада 1977 року, після тривалої хвороби (діабет) Бісноват помер, похований на Ваганьковському цвинтарі (20 діл.).

## Нагороди
- За великі заслуги у створенні нових зразків авіаційного озброєння та у зв'язку з 70-річчям Указом Президії Верховної Ради СРСР у жовтні 1975 року Бісновату Матусу Рувимовичу присвоєно звання Героя Соціалістичної Праці з врученням ордена Леніна та золотої медалі «Серп і Молот».
- Нагороджений двома орденами Леніна, орденом Трудового Червоного Прапора, медалями.
- Лауреат Ленінської премії (1966).
- Лауреат Державної премії (1973).